# Archidiecezja Palo
Archidiecezja Palo, diecezja rzymskokatolicka na Filipinach. Powstała w 1937 jako diecezja. Podniesiona do rangi archidiecezji w 1982.

## Lista biskupów
- Manuel Mascariñas y Morgia † (1937–1951)
- Lino R. Gonzaga y Rasdesales † (1951–1966)
- Teotimo C. Pacis,  † (1966–1969)
- Manuel S. Salvador † (1969–1972)
- Cipriano Urgel Villahermosa † (1973–1985)
- Pedro Rosales Dean (1985–2006)
- Jose Palma (2006–2010)
- John Du, od 2012